# Lista statków typu Liberty według numeru kadłuba (1051–1200)
Ta strona przedstawia listę statków typu Liberty posortowaną według numeru kadłuba nadanego przez Komisję Morską (ang. Maritime Commission).
| Numer MC  | Nazwa jednostki          | Patron                   | Typ jednostki | Położenie stępki     | Wodowanie            | Los |
| --------- | ------------------------ | ------------------------ | ------------- | -------------------- | -------------------- | --- |
| 1051      | SS „Langdon Cheves”      | Langdon Cheves           | standardowy   | 29 marca 1943        | 22 maja 1943         | złomowany w 1961 |
| 1052      | SS „Nicholas Herkimer”   | Nicholas Herkimer        | standardowy   | 8 kwietnia 1943      | 8 czerwca 1943       | złomowany w 1967 |
| 1053      | SS „Casimir Pulaski”     | Kazimierz Pułaski        | standardowy   | 13 kwietnia 1943     | 25 czerwca 1943      | złomowany w 1972 |
| 1054      | SS „Hamlin Garland”      | Hamlin Garland           | standardowy   | 23 kwietnia 1943     | 6 lipca 1943         | złomowany w 1972 |
| 1055      | SS „Andrew Pickens”      | Andrew Pickens           | standardowy   | 3 maja 1943          | 10 lipca 1943        | sprzedany w prywatne ręce w 1947, złomowany w 1972                                                                                    |
| 1056      | SS „William L. Yancey”   | William L. Yancey        | standardowy   | 17 maja 1943         | 25 lipca 1943        | sprzedany w prywatne ręce w 1947, złomowany w 1969                                                                                    |
| 1057      | SS „George Whitefield”   | George Whitefield        | standardowy   | 22 maja 1943         | 6 sierpnia 1943      | sprzedany w prywatne ręce w 1947, złomowany w 1972                                                                                    |
| 1058      | SS „Joseph E. Brown”     | Joseph E. Brown          | standardowy   | 9 czerwca 1943       | 19 sierpnia 1943     | zatopiony aby stworzyć sztuczną rafę w pobliżu Panama City FL, 1977                                                                   |
| 1059      | SS „Dudley M. Hughes”    | Dudley M. Hughes         | standardowy   | 26 czerwca 1943      | 27 sierpnia 1943     | sprzedany w prywatne ręce w 1947, złomowany w 1969                                                                                    |
| 1060      | SS „Jerome K. Jones”     | Jerome K. Jones          | standardowy   | 7 lipca 1943         | 6 września 1943      | sprzedany w prywatne ręce w 1947, złomowany w 1972                                                                                    |
| 1061      | SS „Hoke Smith”          | Hoke Smith               | standardowy   | 21 lipca 1943        | 16 września 1943     | sprzedany w prywatne ręce w 1947, złomowany w 1967                                                                                    |
| 1062      | SS „William Black Yates” | William Black Yates      | standardowy   | 26 lipca 1943        | 27 września 1943     | złomowany w 1970 |
| 1063      | SS „James H. Couper”     | James H. Couper          | standardowy   | 7 sierpnia 1943      | 1 października 1943  | złomowany w 1965 |
| 1064      | SS „Joseph Habersham”    | Joseph Habersham         | standardowy   | 20 sierpnia 1943     | 12 października 1943 | złomowany w 1961 |
| 1065      | SS „Joseph H. Martin”    | Joseph H. Martin         | standardowy   | 30 sierpnia 1943     | 18 października 1943 | złomowany w 1972 |
| 1066      | SS „Robert Fechner”      | Robert Fechner           | standardowy   | 6 września 1943      | 28 października 1943 | sprzedany w prywatne ręce w 1947, złomowany w 1966                                                                                    |
| 1067      | SS „Charles C. Jones”    | Charles C. Jones         | standardowy   | 18 września 1943     | 5 listopada 1943     | złomowany w 1960 |
| 1068      | SS „Florence Martus”     | Florence Martus          | standardowy   | 27 września 1943     | 11 listopada 1943    | złomowany w 1960 |
| 1069      | SS „Charles H. Herty”    | Charles H. Herty         | standardowy   | 2 października 1943  | 17 listopada 1943    | złomowany w 1967 |
| 1070      | SS „John E. Ward”        | John E. Ward             | standardowy   | 13 października 1943 | 25 listopada 1943    | złomowany w 1970 |
| 1071      | SS „Edwin L. Godkin”     | Edwin L. Godkin          | standardowy   | 19 października 1943 | 30 listopada 1943    | sprzedany w prywatne ręce w 1947, złomowany w 1971                                                                                    |
| 1072      | SS „A. Frank Lever”      | A. Francis „Frank” Lever | standardowy   | 29 października 1943 | 7 grudnia 1943       | sprzedany w prywatne ręce w 1947, złomowany w 1968                                                                                    |
| 1073      | SS „Thomas Wolfe”        | Thomas Wolfe             | standardowy   | 6 listopada 1943     | 15 grudnia 1943      | złomowany w 1965 |
| 1074      | SS „Louis A. Godey”      | Louis A. Godey           | standardowy   | 12 listopada 1943    | 20 grudnia 1943      | złomowany w 1961 |
| 1075–1098 |                          |                          |               |                      |                      | nieprzydzielone |
| 1099      | SS „Luther Burbank”      | Luther Burbank           | standardowy   | 12 marca 1943        | 9 kwietnia 1943      | przekazany USN jako „Eridanus” (AK-92), sprzedany w prywatne ręce w 1947, przełamał się na dwoje w 1955, naprawiony, złomowany w 1972 |
| 1100      | SS „George M. Pullman”   | George M. Pullman        | standardowy   | 14 marca 1943        | 11 kwietnia 1943     | sprzedany w prywatne ręce w 1947, złomowany w 1963                                                                                    |
| 1101      | SS „Wilbur Wright"       | Wilbur Wright            | standardowy   | 17 marca 1943        | 14 kwietnia 1943     | złomowany w 1966 |
| 1102      | SS „William Thornton”    | William Thornton         | standardowy   | 19 marca 1943        | 16 kwietnia 1943     | sprzedany w prywatne ręce w 1947, rozbity i złomowany w 1968                                                                          |
| 1103      | SS „Glenn Curtiss”       | Glenn Curtiss            | standardowy   | 21 marca 1943        | 18 kwietnia 1943     | sprzedany w prywatne ręce w 1947, złomowany w 1969                                                                                    |
| 1104      | SS „George Eastman”      | George Eastman           | standardowy   | 24 marca 1943        | 20 kwietnia 1943     | przekazany USN w 1952 jako YAG-39, złomowany w 1977                                                                                   |
| 1105      | SS „Cyrus W. Field”      | Cyrus W. Field           | standardowy   | 25 marca 1943        | 23 kwietnia 1943     | złomowany w 1961 |
| 1106      | SS „Isaac Babbitt”       | Isaac Babbitt            | standardowy   | 28 marca 1943        | 25 kwietnia 1943     | przekazany USN jako „Etamin” (AK-93), storpedowany z powietrza w pobliżu Nowej Gwinei w 1944, naprawiony, złomowany w 1949            |
| 1107      | SS „Charles E. Duryea”   | Charles E. Duryea        | standardowy   | 31 marca 1943        | 27 kwietnia 1943     | przekazany ZSRR w 1943 jako „Arioł” („Орёл”), później „Iwan Pałzunow” („Иван Ползунов”), złomowany w 1973                             |
| 1108      | SS „Benjamin Holt”       | Benjamin Holt            | standardowy   | 2 kwietnia 1943      | 30 kwietnia 1943     | złomowany w 1958 |
| 1109      | SS „Oliver Evans”        | Oliver Evans             | standardowy   | 4 kwietnia 1943      | 2 maja 1943          | złomowany w 1959 |
| 1110      | SS „Elisha Graves Otis”  | Elisha Graves Otis       | standardowy   | 7 kwietnia 1943      | 5 maja 1943          | złomowany w 1964 |
| 1111      | SS „Knute Rockne”        | Knute Rockne             | standardowy   | 9 kwietnia 1943      | 6 maja 1943          | złomowany w 1972 |
| 1112      | SS „James J. Corbett”    | James J. Corbett         | standardowy   | 12 kwietnia 1943     | 8 maja 1943          | złomowany w 1964 |
| 1113      | SS „Walter Camp”         | Walter Camp              | standardowy   | 14 kwietnia 1943     | 10 maja 1943         | storpedowany i zatopiony na Oceanie Indyjskim 1944                                                                                    |
| 1114      | SS „Hobart Baker”        | Hobart Baker             | standardowy   | 16 kwietnia 1943     | 12 maja 1943         | zatopiony przez samoloty w pobliżu Mindoro w 1944                                                                                     |
| 1115      | SS „Christy Mathewson”   | Christy Mathewson        | standardowy   | 18 kwietnia 1943     | 14 maja 1943         | złomowany w 1960 |
| 1116      | SS „George Gipp”         | George Gipp              | standardowy   | 21 kwietnia 1943     | 16 maja 1943         | złomowany w 1971 |
| 1117      | SS „Mathew B. Brady”     | Mathew B. Brady          | standardowy   | 23 kwietnia 1943     | 18 maja 1943         | złomowany w 1960 |
| 1118      | SS „Edward A. MacDowell” | Edward A. MacDowell      | standardowy   | 25 kwietnia 1943     | 20 maja 1943         | sprzedany w prywatne ręce w 1947, złomowany w 1967                                                                                    |
| 1119      | SS „Joseph Smith”        | Joseph Smith             | standardowy   | 28 kwietnia 1943     | 22 maja 1943         | rozłamał się i zatonął na Atlantyku w 1944                                                                                            |
| 1120      | SS „Tecumseh”            | Tecumseh                 | standardowy   | 30 kwietnia 1943     | 25 maja 1943         | sprzedany w prywatne ręce w 1947, złomowany w 1970                                                                                    |
| 1121      | SS „John L. Sullivan”    | John L. Sullivan         | standardowy   | 2 maja 1943          | 26 maja 1943         | przekazany USN w 1957 jako YAG-37, złomowany w 1958                                                                                   |
| 1122      | SS „Geronimo”            | Geronimo                 | standardowy   | 5 maja 1943          | 29 maja 1943         | złomowany w 1960 |
| 1193      | SS „Ponce De Leon”       | Juan Ponce de León       | standardowy   | 15 sierpnia 1942     | 14 marca 1943        | złomowany w 1962 |
| 1194      | SS „John Gorrie”         | John Gorrie              | standardowy   | 29 sierpnia 1942     | 27 marca 1943        | złomowany w 1967 |
| 1195      | SS „Francis Asbury”      | Francis Asbury           | standardowy   | 12 września 1942     | 17 kwietnia 1943     | wszedł na minę w pobliżu Belgii w 1944                                                                                                |
| 1196      | SS „John J. Crittenden”  | John J. Crittenden       | standardowy   | 15 października 1942 | 7 maja 1943          | złomowany w 1968 |
| 1197      | SS „Sidney Lanier”       | Sidney Lanier            | standardowy   | 22 października 1942 | 21 maja 1943         | złomowany w 1961 |
| 1198      | SS „Robert Y. Hayne”     | Robert Y. Hayne          | standardowy   | 2 listopada 1942     | 29 maja 1943         | sprzedany w prywatne ręce w 1947, złomowany w 1971                                                                                    |
| 1199      | SS „Richard Montgomery”  | Richard Montgomery       | standardowy   | 15 marca 1943        | 15 czerwca 1943      | zbombardowany w Thames Estuary w 1944, zadeklarowany jako zniszczony, wrak jest nadal widoczny                                        |
| 1200      | SS „John Philip Sousa”   | John Philip Sousa        | standardowy   | 29 marca 1943        | 4 lipca 1943         | sprzedany w prywatne ręce w 1947, zniszczony w 1965, zadeklarowany jako zniszczony, złomowany                                         |